# Billy Summers
Billy Summers är en roman från 2021, skriven av Stephen King.
Handlingen kretsar kring Billy Summers, en mördare som överväger att sluta med sina mord. Han är också en av världens bästa bästa krypskyttar och krigsveteran.